# Lijst van Impact World Tag Team Champions
Dit is een chronolgoische lijst van Impact World Tag Team Champions, een professioneel worstelkampioenschap van Impact Wrestling. Na de oprichting van TNA in juni 2002, ondertekenden de bedrijfsleiders een contractuele overeenkomst met de National Wrestling Alliance (NWA), die hen de controle gaf over de NWA World Heavyweight en World Tag Team Championships. TNA veranderde vervolgens hun naam in NWA-TNA, waardoor ze officieel lid werden van de NWA. In mei 2007, beëindigde de NWA hun vijfjarige samenwerking met TNA en herwon zo de controle over de NWA World Heavyweight en World Tag Team Championships. Als gevolg hiervan creëerde TNA de TNA World Heavyweight en World Tag Team Championships, die werden onthuld op TNA's online podcast TNA Today op de edities van 15 mei en 17 mei 2007. In de respectievelijke edities werden de kampioenschappen uitgereikt aan de laatste NWA-kampioenen onder de vlag van TNA door Jeremy Borash en Jim Cornette, de belangrijkste autoriteit van TNA. Het kampioenschap werd officieel aan het publiek gepresenteerd en op 17 mei uitgereikt aan de eerste officiële kampioenen, Team 3D (Brother Devon & Brother Ray). Het kampioenschap werd in maart 2017 omgedoopt tot zijn huidige naam toen de organisatie zijn huidige naam aannam.

## Titel geschiedenis

### Namen
| Naam                                         | Datum                                |
| -------------------------------------------- | ------------------------------------ |
| TNA World Tag Team Championship              | 13 maart 2007 – 1 maart 2017         |
| Impact Wrestling World Tag Team Championship | 2 maart 2017 – 2 juli 2017           |
| Unified GFW World Tag Team Championship      | 2 juli 2017 – 17 augustus 2017       |
| GFW World Tag Team Championship              | 17 augustus 2017 – 18 september 2017 |
| Impact World Tag Team Championship           | 18 september 2017 – heden            |

### Kampioenen
| Nr.                                | Worstelaar                                                                        | #              | Datum             | Stad                         | Evenement                    | Aantekeningen |
| ---------------------------------- | --------------------------------------------------------------------------------- | -------------- | ----------------- | ---------------------------- | ---------------------------- | --- |
| TNA World Tag Team Championship    |                                                                                   |                |                   |                              |                              | |
| 1                                  | Brother Devon en Brother Ray (Team 3D)                                            | 1              | 17 mei 2007       | Orlando                      | TNA Today                    | Team 3D werd gekroond op 17 mei 2007 in TNA's online webshow TNA Today van Jim Cornette en Jeremy Borash nadat de National Wrestling Alliance (NWA) hen het NWA World Tag Team Championship ontnamen op 13 mei 2007. |
| 2                                  | Samoa Joe                                                                         | 1              | 15 juli 2007      | Orlando                      | Victory Road 2007            | Dit was een tag team match met Joe die Kurt Angle als partner had. Joe zijn X Divison kampioenschap en Angle's zijn Tag Team kampioenschap stonden ook aan de lijn. Joe won via een pinfall op Brother Ray en won de TNA World Tag Team Championship. Joe besloot om de titels voor zichzelf te houden.                                           |
| 3                                  | Kurt Angle                                                                        | 1              | 12 augustus 2007  | Orlando                      | Hard Justice 2007            | Dit was een "All or Nothing" match. |
| 4                                  | Kurt Angle en Sting                                                               | 1              | 27 augustus 2007  | Orlando                      | TNA Impact!                  | Sting won de Four-Way match om Angle's partner te bekomen. Deze aflevering werd uitgezonden op 30 augustus 2007. |
| 5                                  | Team Pacman (Adam Jones en Ron Killings)                                          | 1              | 9 september 2007  | Orlando                      | No Surrender 2007            | |
| 6                                  | Christian's Coalition(A.J. Styles en Tomko)                                       | 1              | 14 oktober 2010   | Duluth                       | Bound for Glory 2007         | Won van Ron Killings en Consequences Creed vervanging voor Jones) voor de titel. |
| 7                                  | Eric Young/Super EricKaz                                                          | 1              | 15 april 2008     | Orlando                      | TNA Impact!                  | Wonnen van A.J. Styles & Tomko en The Latin American Xchange in een Triple Threat Tag Team Match. |
| Vacant gesteld                     | Vacant gesteld                                                                    | Vacant gesteld | 15 april 2008     | Orlando                      | TNA Impact!                  | Kaz en Young moesten hun titel afgeven aan Jim Cornette vanwege een controversiële kledij. |
| 8                                  | The Latin American Xchange (Hernandez en Homicide)                                | 1              | 11 mei 2008       | Orlando                      | Sacrifice 2008               | The Latin American Xchange won de toernooifinale van Team 3D. |
| 9                                  | Beer Money, Inc.(James Storm en Robert Roode)                                     | 1              | 10 augustus 2008  | Trenton                      | Hard Justice 2008            | |
| 10                                 | Consequences Creed (2) en Jay Lethal                                              | 1              | 16 december 2008  | Orlando                      | TNA Impact!                  | Lethal koos Creed als zijn partnet. En cashte zijn Feast ior Fired contract in voor het Tag Team Championship. Deze aflevering werd uitgezonden op 8 januari 2009. |
| 11                                 | Beer Money, Inc.                                                                  | 2              | 11 januari 2010   | Charlotte                    | Genesis 2009                 | |
| 12                                 | Team 3D                                                                           | 2              | 19 april 2009     | Philadelphia                 | Lockdown 2009                | Dit was een Philadelphia Street Fight ook voor het IWGP Tag Team Championship. |
| 13                                 | Beer Money, Inc.                                                                  | 3              | 21 juni 2009      | Auburn Hills                 | Slammiversary 2009           | |
| 14                                 | The Main Event Maffia(Booker T en Scott Steiner)                                  | 1              | 19 juli 2009      | Orlando                      | Victory Road 2009            | |
| 15                                 | The British Invasion(Brutus Magnus en Doug Williams)                              | 1              | 18 oktober 2009   | Irvine                       | Bound for Glory 2009         | Dit was een Four-Way Full Metal Mayhem Tag Team match met Beer Money Inc. en Team 3D. |
| 16                                 | Hernandez (2) en Matt Morgan                                                      | 1              | 17 januari 2010   | Orlando                      | Genesis 2010                 | |
| 17                                 | Matt Morgan                                                                       | 1              | 5 april 2010      | Orlando                      | TNA Impact!                  | Morgan verklaarde hemzelf kampioen nadat Hernandez een blessure heeft opgelopen. |
| 18                                 | The Band(Eric Young (2), Kevin Nash en Scott Hall)                                | 1              | 4 mei 2010        | Orlando                      | TNA Impact!                  | |
| Vacant gesteld                     | Vacant gesteld                                                                    | Vacant gesteld | 14 juni 2010      | Orlando                      | TNA Impact!                  | |
| 19                                 | The Motor City Machine Guns(Alex Shelley en Chris Sabin)                          | 1              | 11 juli 2010      | Orlando                      | Victory Road 2010            | The Motor City Machine Guns versloeg Beer Money Inc. voor de vacante titels. |
| 20                                 | Beer Money, Inc.                                                                  | 4              | 9 januari 2011    | Orlando                      | Genesis 2011                 | |
| 21                                 | Mexican America(Anarquia & Hernandez (3))                                         | 1              | 9 augustus 2011   | Orlando                      | TNA Impact!                  | De aflevering werd uitgezonden op 18 augustus 2011. |
| 22                                 | Crimson en Matt Morgan (2)                                                        | 1              | 14 november 2011  | Orlando                      | TNA Impact!                  | Deze aflevering werd uitgezonden op 17 november 2011. |
| 23                                 | Magnus (2) en Samoa Joe (2)                                                       | 1              | 12 februari 2012  | Orlando                      | Against All Odds 2012        | |
| 24                                 | Christopher Daniels en Kazarian (2)                                               | 1              | 13 mei 2012       | Orlando                      | Sacrifice 2012               | |
| 25                                 | A.J. Styles (2) en Kurt Anngle (2)                                                | 1              | 12 februari 2012  | Arlington                    | Slammiversary X              | |
| 26                                 | The World Tag Team Champions of the WorldChristopher Daniels (2) en Kazarian (3)) | 2              | 28 juni 2012      | Orlando                      | TNA Impact!                  | |
| 27                                 | Chavo Guerrero jr. & Hernandez (4)                                                | 1              | 14 oktober 2012   | Phoenix                      | Bound for Glory 2012         | Dit was een Two Out of Three Falls Match. Als Guerrero en Hernandez hadden verloren, beloofden ze nooit meer te worstelen als een team. |
| 28                                 | Austin Aries & Bobby Roode (5)                                                    | 1              | 25 januari 2013   | Manchester                   | TNA Impact!                  | De aflevering werd uitgezonden op 7 februari 2013 |
| 29                                 | Chavo Guerrero jr. (2) & Hernandez (5)                                            | 1              | 11 april 2013     | Corpus Christi               | TNA Impact!                  | Dit was een Two out of Three Falls match en als Chavo en Hernandez verloren, mogen ze nooit meer een team vormen. |
| 30                                 | Gunner & James Storm (5)                                                          | 1              | 2 juni 2013       | Boston                       | Slammiversary XI             | Dit was een Four Way Elimination match tegen Austin Aries & Bobby Roode en Bad Influence (Christopher Daniels & Kazarian). |
| 31                                 | Robbie E & Jessie Godderz                                                         | 1              | 20 oktober 2013   | San Diego                    | Bound for Glory 2013         | |
| 32                                 | Davey Richards & Eddie Edwards                                                    | 1              | 23 februari 2014  | Morgantown                   | House show                   | |
| 33                                 | Robbie E & Jessie Godderz                                                         | 2              | 2 maart 2014      | Tokio, Japan                 | Kaisen: Outbreak             | Dit was een Three Way Tag Team Match tegen Team 246 (Kaz Hayashi & Shuji Kondo). |
| 34                                 | Davey Richards & Eddie Edwards                                                    | 2              | 27 april 2014     | Orlando                      | Sacrifice 2014               | Dit was een 2-on-3 Handicap Match met DJZ als de derde member met The BroMans. |
| 35                                 | The Revolution (Abyss & James Storm)                                              | 1              | 19 september 2014 | Betlehem                     | TNA Impact!                  | Storm cashte zijn Feast or Fired contract in en koos Abyss als zijn partner. De aflevering werd uitgezonden op 12 november 2014. |
| 36                                 | The Wolves (Davey Richards & Eddie Edwards)                                       | 3              | 30 januari 2015   | Manchester                   | TNA Impact!                  | De aflevering werd uitgezonden op 6 maart 2015. |
| Vacant gesteld                     | Vacant gesteld                                                                    | N.V.T.         | 13 maart 2015     | Orlando                      | TNA Impact!                  | Eddie Edwards had een gebroken hiel. Deze aflevering werd uitgezonden op 3 april 2015. |
| 37                                 | The Hardys (Jeff & Matt Hardy)                                                    | 1              | 16 maart 2015     | Orlando                      | TNA Impact!                  | Wonnen de vacant kampioenschap in een Ultimate X Match tegen The Beat Down Clan (Low Ki & Kenny King), Bram and Ethan Carter III and Dirty Heels (Austin Aries and Bobby Roode). Deze aflevering werd uitgezonden op 17 april 2015. |
| Vacant gesteld                     | Vacant gesteld                                                                    | N.V.T.         | 8 mei 2015.       | Orlando                      | TNA Impact!                  | Jeff Hardy had zijn been gebroken. |
| 38                                 | The Wolves (Davey Richards & Eddie Edwards)                                       | 4              | 25 juni 2015      | Orlando                      | TNA Impact!                  | Wonnen van de Dirty Heels (Austin Aries and Bobby Roode) in een 30-minuten Iron Man match. Deze was de vijfde match in de Best-Of-Five-Series. Deze aflevering werd uitgezonden op 1 juli 2015. |
| 39                                 | Brian Myers & Trevor Lee                                                          | 1              | 28 juli 2015      | Orlando                      | TNA Impact!                  | Jeff en Karren Jarrett hebben Magnus' Feast or Fired ingenomen om voor Myers & Lee een tag team kampioenschap wedstrijd te geven tegen The Wolves. |
| 40                                 | The Wolves (Davey Richards & Eddie Edwards)                                       | 5              | 29 juli 2015      | Orlando                      | TNA Impact!                  | Deze aflevering werd uitgezonden op 9 september 2015. |
| 41                                 | Beer Money, Inc (James Storm & Bobby Roode)                                       | 5              | 31 januari 2016   | Vlag van Verenigd Koninkrijk | TNA Impact!                  | Storm ging zijn Feast or Fired contract in cashen. Deze aflevering werd uitgezonden op 8 maart 2016. |
| 42                                 | Decay (Abyss & Crazzy Steve)                                                      | 1              | 19 maart 2016     | Orlando                      | Impact Wrestling: Sarcrifice | Dit was een Valleys of Shadow Match. Deze aflevering op 26 april 2016 |
| 43                                 | The Broken Hardys (Broken Matt & Brother Nero)                                    | 2              | 2 oktober 2016    | Orlando                      | Bound For Glory 2016         | Dit was The Great War Match. |
| Impact World Tag Team Championship |                                                                                   |                |                   |                              |                              | |
| Vacant gesteld                     | Vacant gesteld                                                                    |                | 3 maart 2017      | Orlando                      | Impact!                      | Op 2 maart werd de titel genoemd naar Impact World Tag Team Championship nadat TNA Wrestling genoemd werd naar Impact Wrestling. Het titel was vacant gesteld, omdat de Hardys TNA verlieten. Deze aflevering werd uitgezonden op 16 maart 2017.                                                                                                  |
| GFW World Tag Team Championship    |                                                                                   |                |                   |                              |                              | |
| 44                                 | The Latin American Xchange (Otiz and Santana)                                     | 1              | 4 maart 2017      | Orlando                      | Impact!                      | Dit was een Four-Way Tag Team Match tegen Decay. Reno Scum en Laredo Kid & Garza Jr. Gedurende hun reign wonnen hun de Unified GFW Tag Team Championship samen met het Impact Wrestling World Tag Team Championship. Op dat moment werd de titel genoemd naar GFW World Tag Team Championship. Deze aflevering werd uitgezonden op 30 maart 2017. |
| Impact World Tag Team Championship |                                                                                   |                |                   |                              |                              | |
| 45                                 | Ohio Versus Everything (Dave Crist & Jake Crist)                                  | 1              | 20 augustus 2017  | Orlando                      | Impact! Victory Road         | Gedurende hun reign werd de titel weer terug genoemd naar Impact World Tag Team Championship. Deze aflevering werd uitgezonden op 28 september 2017. |
| 46                                 | The Latin American Xchange (Otiz and Santana)                                     | 2              | 9 november 2017   | Ottawa                       | Impact!                      | Deze aflevering werd uitgezonden op 4 januari 2018. |
| 47                                 | Eli Drake & Scott Steiner                                                         | 1              | 22 april 2018     | Orlando                      | Redemption                   | Drake cashte zijn Feast or Fired contract in. |
| 48                                 | Z&E (Andrew Everett & DJZ(                                                        | 1              | 24 april 2018     | Orlando                      | Impact!                      | Deze aflevering werd uitgezonden op 17 mei 2018. |
| 49                                 | The Latin American Xchange (Otiz and Santana)                                     | 3              | 26 april 2018     | Orlando                      | Impact!                      | Deze aflevering werd uitgezonden op 21 juni 2018. |
| 50                                 | The Lucha Bros (Fenix and Pentagon Jr.)                                           | 1              | 12 januari 2019   | Mexico-Stad                  | Impact!                      | Deze aflevering werd uitgezonden op 8 februari 2019. |
| 51                                 | The Latin American Xchange (Otiz and Santana)                                     | 4              | 28 april 2019     | Toronto                      | Rebellion                    | Dit was een Full Methal Mayhem Match. |
| 52                                 | The North (Ethan Page & Josh Alexander)                                           | 1              | 5 juli 2019       | San Antonio                  | Bash at the Brewery          | |
| 53                                 | The Motor City Machine Guns (Alex Shelley & Chris Sabin)                          | 2              | 19 juli 2020      | Nashville                    | Impact!                      | Deze aflevering werd uitgezonden op 21 juli 2020. |
| 54                                 | The North (Ethan Page & Josh Alexander)                                           | 2              | 24 oktober 2020   | Nashville                    | Bound for Glory              | Dit was een Four-way tag team match tegen The Good Brothers en Ace Austin & Madman Fulton. |
| 55                                 | The Good Brothers (Doc Gallows & Karl Anderson)                                   | 1              | 14 november 2020  | Nashville                    | Turning Point                | [ 4 ] |
| 56                                 | FinJuice (David Finlay & Juice Robinson)                                          | 1              | 13 maart 2021     | Nashville                    | Sacrifice 2021               | [ 5 ] |
| 67                                 | Violent by Design (Rhino & Joe Doering)                                           | 1              | 17 mei 2021       | Nashville                    | Impact!                      | Aflevering uitgezonden op 20 mei 2021. |
|                                    | The Good Brothers (Doc Gallows & Karl Anderson)                                   | 2              | 17 juli 2021      | Nashville                    | Slammiversary 2021           | Dit was een 4-way tag team match |